# Kerk in Kvistbro
Kvistbro in de Zweedse gemeente Lekeberg in Närke, zou tijdens de middeleeuwen al een eigen parochie zijn geweest. Toen stond er een kleine houten kerk in Kvistbro op dezelfde plaats waar de huidige kerk staat. Deze oude kerk zou naar het voorbeeld van de kerk in Tångeråsa zijn gebouwd. Na de reformatie viel Kvistbro onder de kerkgemeenschap Knista, maar werd in 1651 weer een eigen parochie. Reeds in december 1637 had de bisschop van Strängnäs de bewoners van Kvistbro opgeroepen een nieuwe kerk te bouwen, want de oude kerk verkeerde in slechte staat.

## Sacristie uit de middeleeuwen
De nieuwe houten kerk, getimmerd met zwaluwstaartverbindingen en met spaanders bekleed, was in 1662 gereed. De sacristie is van steen en dateert uit de middeleeuwen. Onder de sacristie bevindt zich een wijnkelder die tegenwoordig dichtgemetseld is. Het altaar en de preekstoel zijn in barokstijl uitgevoerd en stammen uit 1689.

## Glasschildering
Een beschilderd venster doet dienst als altaarstuk. Het bovenste motief stelt de gedaanteverandering van Jezus voor. De onderste afbeelding toont het Laatste Avondmaal. In het midden is Jezus aan het kruis te zien en aan de zijkanten de apostelen Paulus en Johannes.

## Restauraties
In 1795 werd het interieur van de kerk witgeschilderd en werden de ramen vergroot. Hiermee werd er meer licht in de kerk gecreëerd, maar gingen tevens de originele muurschilderingen verloren. Tijdens de restauratie in 1954-1955 werden er verschillende lagen verf van de preekstoel verwijderd, zodat deze zijn oorspronkelijke uiterlijk weer kreeg. Ook werden de originele muurschilderingen weer zichtbaar gemaakt en werd de kerk voorzien van elektrische verwarming.

## Klokkenstoel
De klokkenstoel dateert naar alle waarschijnlijkheid ook uit 1662. Er hangen twee klokken in respectievelijk gegoten in 1531 en 1660. De grootste van de twee is gerestaureerd in 1840. Deze klok wordt ook wel de Annaklok genoemd, omdat de overlevering zegt dat deze klok voor het eerst heeft geluid voor een vrouw die Anna heette.

## Kerkmarkten
Bij de kerk in Kvistbro heeft men in het verleden zogenaamde kerkmarkten gehouden. Dit gebeurde in verband met de kerkdiensten. Op 14 juni 1752 besloot de kerkenraad dat ”handel tijdens het weekend bij de kerk na de dienst vanaf heden niet meer zou plaatsvinden, maar als iemand toch handel wilde drijven, hij zich verder van de kerk moest begeven”.
Edsberg · Hackvad · Hidinge, nieuwe kerk · Hidinge, oude kerk · Knista · Kräcklinge · Kvistbro · Mullhyttan · Tångeråsa
Zweden · Örebro län · Närke · Lekeberg